# Битва при Монтевидео (1807)
Осада Монтевидео (исп. Sitio de Montevideo de 1807) — сражение за контроль над Монтевидео между войсками Великобритании и Испанской империей во время Наполеоновских войн. Рано утром 3 февраля 1807 года 3000 солдат британских войск под командованием бригадного генерала сэра Сэмуэля Окмати атаковали город Монтевидео. В результате британцам удалось захватить Монтевидео.

## Предыстория
О южноамериканском театре Пиренейских войн см. Британские вторжения в вице-королевство Рио-де-ла-Плата. Захвату Монтевидео предшествовал бой за пределами города, состоявшийся 20 января, и названный Битва при Эль-Кристо-дель-Кардаль (или битва при Кардале). Англичане одержали решительную победу.

## Сражение
Британцы несколько дней вели обстрел Монтевидео, пытаясь проделать брешь во внешней линии укреплений. В основном вёлся обстрел участка стены в том месте, где ныне находится англиканский собор. Решающий штурм был назначен на раннее утро 3 февраля.
Атака началась под сильным огнем двух бастионов, с которых вёлся перекрёстный огонь. Потери среди британских солдат оказались очень высокими. Наконец, английские солдаты под командованием капитана Ренни (40-й пехотный полк, позднее полк Южного Ланкашира) нашли брешь. Правда, сам капитан был убит при попытке прорваться внутрь. Командование принял лейтенант Гарри Смит из 95-го пехотного полка. Это была его первая военная кампания. Позднее он дослужился до звания генерал-лейтенанта.
Британцы смогли прорваться внутрь укреплений, но сильное сопротивление не ослабевало. В прорыв пошли другие части англичан. Но в это время смертельные раны получили ещё два британских старших офицера: полковники Браунригг и Вассал. Солдаты из их отрядов остановились в неуверенности.
Надежда британцев на успех оказалась связана с новой атакой. В бой были брошены резервы, включавшие пехоту и конницу, в том числе 54-й полк, затем гренадерская рота 95-го полка. Далее вперёд пошли солдаты 38-го и 40 пехотных полков и два кавалерийских отряда: 17-го, 20-го и 21-го лёгких драгунских полков. Кроме того в штурме принял участие отряд королевских морских пехотинцев.
К защитника Монтевидео спешили подкрепления из Буэнос-Айреса. Поэтому англичане не могли останавливать штурм.
Между тем, на другой стороне полуострова, на котором стоит Старый город Монтевидео, 87-й пехотный полк (позднее полк королевских ирландских фузилёров) вместе с ротой 95-го пехотного полка скрытно подступили к главным городским воротам (ворота Сан-Педро). Британские солдаты смогли ворваться внутрь города. Во время атаки солдаты 87-го полка захватили флаг одного из соединений защитников, который теперь под названием «Флаг Монтевидео» храниться в музее Королевских ирландских стрелков в Арме (Северная Ирландия).
Вскоре солдаты 95-й полка заняли башню городского собора и смогли открыть разрушительный огонь по цитадели — Сьютадела. Этот обстрел и успешное продвижение британцев по городским улицам вскоре вынудили испанского губернатора Руиса Хуидобро выкинуть белый флаг. После коротких переговоров он согласился на капитуляцию.
В своём рапорте Самуель Очмьюти уважительно отзывается о Руисе Хуидобро и его солдатах, которые «защищали город и цитадель Монтевидео с большой смелостью».

## Последствия
Британцы одержали победу. Английские офицеры быстро прекратили грабежи и вскоре мирные жители занялись своими обычными делами.
Оккупация города британской армией продолжалась до сентября 1807 года, когда гарнизона был выведен в соответствии с соглашением, подписанным после капитуляции британских войск в Буэнос-Айресе в июле 1807 года.
Аучмут и его подчиненные, а также силы Королевского флота получили благодарность от британского парламента 16 апреля 1807 года. Кроме того, 38-й, 40-й, 87-й и 95-й пехотные полки были удостоены боевой награды «Монтевидео».